# 下国府遺跡
下国府遺跡（しもこういせき）は、新潟県佐渡市竹田にある遺跡。雑太城の北東500メートルほどの位置で発掘された平安時代前期の遺跡であり、上国府（佐渡府内）に付随した施設である。1976年（昭和51年）6月21日に、国の史跡に指定された。

## 概要
小佐渡山系から国仲平野に突出した舌状台地の先端部に位置する遺跡である。1975年（昭和50年）、真野町教育委員会により発掘調査され、その結果、二重の溝によって方形に囲まれた内部に、2棟の掘立柱建物を整然と配置した特異な遺構が検出され、これに伴って9世紀前後と考えられる遺物が多量に発見され注目された。 
外濠は、幅1.4メートルを測る雄大なものであり、南北36メートル、東西32メートルの範囲を囲み、内濠はやや細い溝であり、外濠とほぼ各辺を平行させて、南北26メートル、東西23メートルの長方形の範囲を囲んでいる。この1条の濠の内部には東西に軸をもつ掘立柱建物が南北に2棟、5メートルの間隔をおいて東に少し寄せて建てられている。2棟の建物は近似した規模をもち桁行3間、梁間2間をはかるものであって、板葺きないしは草葺きの屋根をもつものであったと考えられている。
本建築遺構は、一定の設計に基づいて営まれたものであり、内濠の東北の隅を欠き屈折するといった特異な配慮もあってきわめて注目される構造、形態をとっている。
本遺跡の所在地は、南に佐渡国分寺や総社、北に条理状地割、西に奈良朝屋瓦を伴う礎石建物遺構などで囲まれ、国府域の観の強い地域であり、加えて本遺跡の所在地は元禄検地帳に「下国府」の名でも呼ばれていることをも考え合わせるならば、佐渡国府に関連する官衙なり館舎などの一つかと思われる重要な遺跡である。

## 周辺
- 妙宣寺
- 世尊寺
- 佐渡国分寺跡（国の史跡）
- 真野御陵